# Mfangano
Mfangano est la plus grande île kényane du lac Victoria. Elle est située dans le comté de Homa Bay à l'ouest de l'île de Rusinga. L'île est connue pour ses découvertes archéologiques et culmine à 1 694 m au mont Kwitutu, c'est-à-dire 562,3 m au-dessus du lac.

## Toponymie
Son nom provient du mot suba (en) okuwangana qui signifie « endroit où les peuples se réunissent ». Cette appellation provient, vraisemblablement, du temps ou les Suba se sont réfugiés sur l'île à la suite de l'arrivée des Luo.

## Origine et géographie

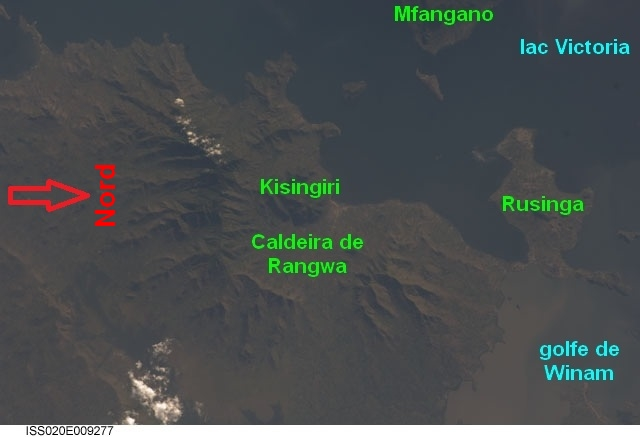
Le complexe volcanique dont fait partie l'île de Mfangano.

L'île fait partie, avec l'île de Rusinga et la caldeira de Rangwe, d'un ancien complexe volcanique situé à l'extrême sud-ouest du rift de Kavirondo (aussi appelé rift de Nyanza) dont l'activité volcanique et tectonique fut continuelle jusqu'à sept Ma avant notre ère.
Si le sous-sol est principalement formé de basalte d'origine volcanique, la formation de l'île est due à la montée des eaux. Entre −750 000 et −400 000 ans, soit après la dernière vidange des chambres magmatiques et la formation du volcan Kisingiri, les cours d'eau provenant des deux segments du grand rift emplissent la dépression créée entre ces deux segments, donnent naissance au lac Victoria et à ses différentes îles.
La forme de l'île rappelle celle d'un poisson dont la tête serait tournée vers l'est. La plus grande longueur est de 13,9 km et la plus grande largeur est de 8,8 km. En partant de la rive ouest, la pente montante du terrain est d'une moyenne de 5,02 % jusqu'au mont Kwitutu qui culmine à 1 694 m tandis que la pente descendante est d'une moyenne de 37,48 % jusqu'à la rive est.
Aucun cours d'eau ne s'écoule sur l'île.

## Transport
L'île est joignable soit :
- par petit bateau motorisé à partir des localités de Mbita et de Sindo au sud du golfe de Winam ou de Luanda K'Otieno au nord ;
- par transbordeur à partir de Kisumu ou de Musoma en Tanzanie ;
- par vol nolisé en avion d'affaires, au départ de l'aéroport de Kisumu, sur la piste d'atterrissage en terre battue de Murungo (code OACI : FR31232)[4].

## Structure sociétale

### Population
Au recensement national de 1999, la population était de 16 282 habitants. En 2010, elle est estimée à environ 19 000 habitants.
C'est à partir des environ de l'an 1000 que les Bantous Suba (en) partis du Buganda, en passant d'île en île, accostent sur les rives nord-est du lac Victoria. Entre le XVIe et le XVIIIe siècle, arrivent les Nilotes Luo. Les mariages inter-ethniques entre les primo-arrivants Suba et les Luo sont fréquents depuis que les deux peuples sont en contact. À cause de ces unions et de l'adoption de la langue luo par les Suba, ces derniers, composés de 15 clans, sont souvent considérés comme faisant partie des premiers.
Quatre langues sont, ici, utilisées : les deux langues officielles que sont l'anglais et le swahili, le luo et le suba. L'île est, par ailleurs, un des derniers endroits où le suba est utilisé.

### Aménagement du territoire
Il n'y a ni véhicule de transport motorisé ni route revêtue sur l'île.
Le premier réseau électrique ne fonctionne que depuis le mois d'août 2010 et fournit un millier de ménages en électricité.
Hormis treize écoles primaires et trois écoles d'enseignement général secondaire, il existe une école d'enseignement technique (Ramba Youth Polytechnic School).
Le défi le plus important pour les trois petites cliniques est la lutte contre le SIDA. La prédominance des personnes atteintes est de 30 % de la population.

### Économie
- Secteur primaire :

la plupart des îliens sont des pêcheurs qui cultivent aussi leur propre terrain.
- Secteur secondaire :

le secteur secondaire est inexistant.
- Secteur tertiaire :
  - le seul hôtel est un camp de la chaine hôtelière Governors’ Camp situé sur la rive nord ;
  - un petit musée à Murongo consacré à l'histoire des Suba (Abasuba community Peace Museum) ;
  - la réputation de l'île est due à ses sites archéologiques.

## Sites sacrés et archéologie

### Site de Kwitone
C'est au départ du village de Wakula, sur la rive nord de l'île, après une à deux heures de marche en compagnie d’un guide (il n’y a aucune route carrossable sur l’ile), que l'on accède à la colline de Kwitone.
C'est ici que se trouvent, sur une longueur d'environ 40 m des peintures rupestres datées d’environ 18 000 ans. Elles ont été identifiées comme étant l’œuvre de chasseurs pygmées de l’ethnie Twa venus de l'est de l'actuelle République démocratique du Congo. Il s’agit de spirales alternant les couleurs blanche et noire dont certaines ont un rayon dépassant les 50 cm et de lacets rougeâtres représentant la course du soleil de l’aube jusqu’à la fin du jour.
Les autochtones y voient toujours des pouvoirs surnaturels et surveillent étroitement les faits de vandalismes. Le site est toujours utilisé pour des cérémonies traditionnelles liées aux incantations à la pluie. Il ne faudra donc pas s’étonner que dès Wakula, l’on tente de vous faire patienter un jour ou deux afin de préparer les « esprits » à votre venue et que beaucoup de questions concernant les peintures soient éludées.

### Site de Mawanga
Il peut aussi être atteint, toujours en compagnie d'un guide, à partir du village de Wakula mais en comptant le double du temps.
L'art rupestre des Twa est ici présent sur un espace d'environ 8 m2 et les couleurs sont uniquement le blanc et le noir.
La présence d'une formation naturelle rocheuse ressemblant à une empreinte des doigts d'une main humaine et appelée par les autochtones « la main de Dieu » fait du site un autre lieu sacré dédié, lui, à la guérison des malades.

### Autres sites
Hormis les deux précédents, qui ont reçu, en 2005, du département d'État des États-Unis, une aide de 29 500 USD pour leur conservation et leur protection, il existe dix-sept autres sites sacrés visibles sur l'île dont la forêt sacrée d'Enkiakwai ou la colline de Kakiimba.
Un autre site, situé sur les collines d'Odengere, comporte des fossiles d’insectes si finement incrustés que chaque espèce peut être facilement identifiée.